# Тілугі сірохвостий
Тілу́гі сірохвостий (Drymophila malura) — вид горобцеподібних птахів родини сорокушових (Thamnophilidae). Мешкає в Південній Америці.

## Поширення і екологія
Сірохвості тілугі мешкають на південному сході Бразилії (від південного Мінас-Жерайсу і Ріо-де-Жанейро до східної і південної Парана, Санта-Катарини та півночі Ріу-Гранді-ду-Сул), на південному сході Парагваю та на північному сході Аргентини (Місьйонес). Вони живуть в густому підліску вологих рівнинних і гірських атлантичних лісів. Зустрічаються на висоті до 1900 м над рівнем моря, переважно на висоті до 1400 м над рівнем моря. 